# Heinrich Friedrich Enckhausen
Heinrich Friedrich Enckhausen (també escrit Enkhausen, Enghausen i Enghusen, (Celle (Baixa Saxònia), 25 de setembre, 1799 - Hannover, 15 de gener, 1885), va ser un pianista, organista, trompa, compositor i professor de cant alemany.

## Biografia
Heinrich Friedrich Enckhausen va començar a estudiar música amb el seu pare Heinrich Friedrich Enckhausen, l'últim músic del consell de Celle. El 1816 va ser acceptat a la banda de cuirassers de Celle, on tocava el violí, la flauta, el clarinet, el violoncel i el piano. El 1826 es va traslladar a Berlín i hi va estudiar piano i composició amb Aloys Schmitt. Enckhausen va anar a la cort de Hannover amb Schmitt quan Schmitt va ser nomenat organista de la cort. Enckhausen hi va tocar com a trompa a l'orquestra de la cort entre 1827 i 1832. Després de la sortida de Schmitt de Hannover, Enckhausen va dirigir l'Acadèmia de Cant. El 1833 esdevingué professor de cant a l'escola de mestres. El 1839 finalment va rebre el càrrec d'organista a l'església del castell de Hannover, que va ocupar fins a la seva jubilació. Des de 1845 va treballar com a professor de cant al Liceu de Hannover.
Mentrestant, el 16 de juny de 1836, Enckhausem era membre de la Lògia Maçònica de Sant Joan Zur Ceder el.
El germà petit d'Enckhausen, Georg (1801–1868) va treballar com a organista a Hermannsburg. El 29 d'octubre de 1843 va néixer a Hannover la filla d'Enckhausen, el futur escriptor Malwine Enckhausen.
Enckhausen va escriure l'òpera Der Savoyard (Hannover, 1832) i música sacra. També va compondre unes 70 peces per a banda militar, piano i per a veus solistes.